# Língua hwana
Hwana (também conhecida como Hwona, Hona, Tuftera, Fiterya) é uma língua Afro-Asiática falada no estado de Adamaua, Nigéria.